# جسم أبيض (صناعة السيارات)

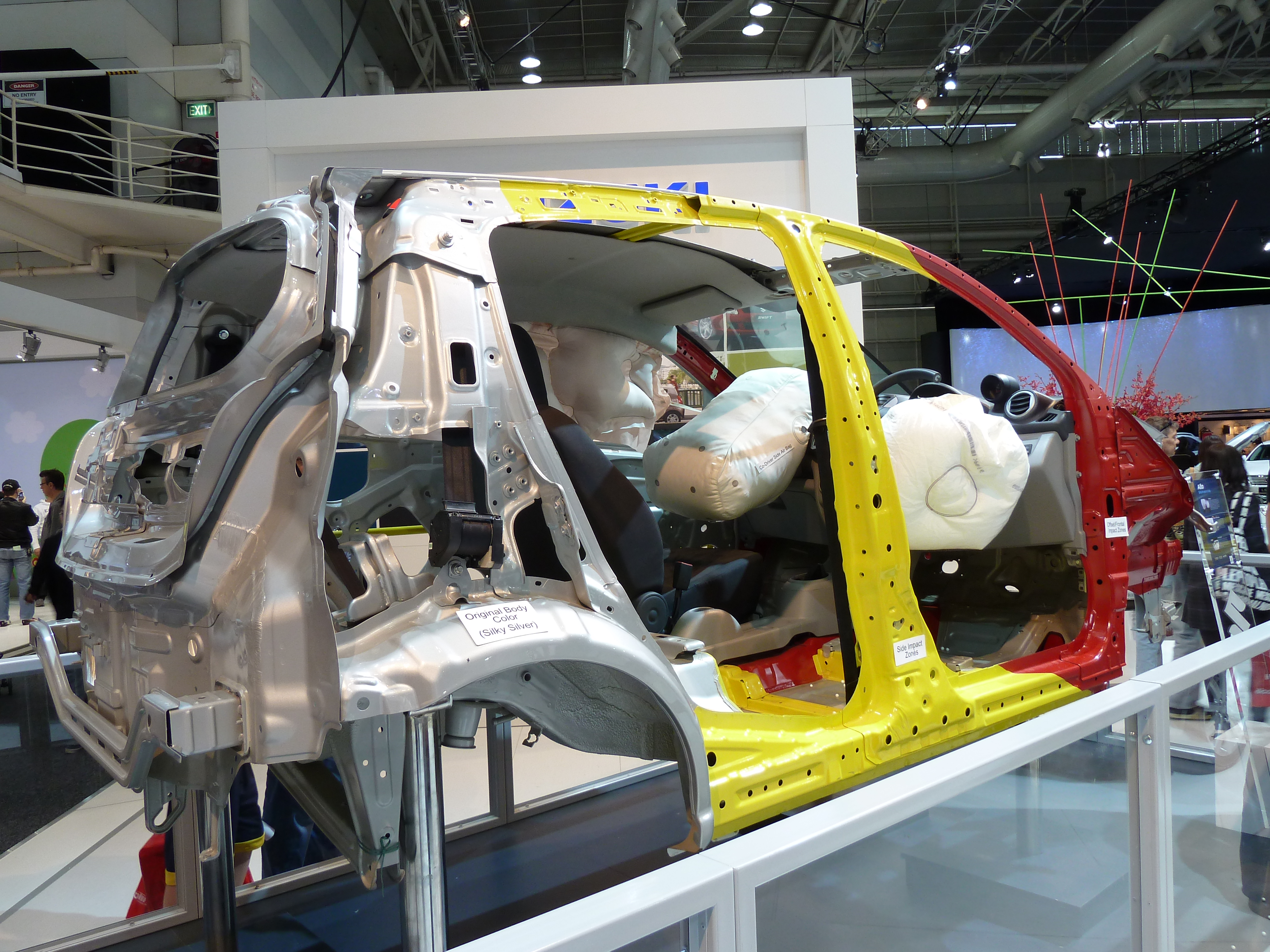
الجسم الأبيض

جسم أبيض هو مصطلح يشير إلى مرحلة تصنيع السيارات التي تم فيها تجميع مكونات جسم السيارة معًا، باستخدام أحد أو مزيج من التقنيات المختلفة. تبدأ صناعة السيارات بصناعة الهيكل الخارجي للسيارة والذي يتمّ صناعته عن طريق لفاتٍ كبيرةٍ من الحديد أو الفولاذ أو الموادّ الملائمة لصناعة السيارة والتي تتحمل الضغط ومقاومة الهواء والصدأ وغيرها. يتم في خلال مرحلة تجميع الهيكل لحم إطار الأبواب وأرضية الهيكل وسقفه معاً آلياً بعد تجميعها بالشكل المطلوب. تكون مرحلة الجسم الأبيض قبل الشروع بعملية الطلاء وقبل تركيب المحرك أو أجزاء الهيكل الأخرى.